# László Anna (író)
László Anna (Budapest, 1922. január 5. – Budapest, 1981. március 19.) magyar író, dramaturg, színháztörténész.

## Művei
- Szilveszter éjszakája (novellák, 1959)
- Hevesi Sándor (monográfia, 1960; második, bővített kiadás, 1973)
- Nincs mindenre paragrafus (novellák, 1961)
- Várjuk kedden (regény, 1963)
- Tizennyolc éves (dráma, 1963)
- Harkály a vízen (novellák, 1965; románul: Bukarest, 1969)
- A hitehagyott (regény, 1967)
- Egy keresztespók tapasztalatai (hangjáték, 1968)
- Zárójelentés (regény, 1969)
- Ma este játszunk (hangjáték 1969; románul a bukaresti rádióban, 1973)
- Gyász tarkában (novellák, 1973)
- Árhullámok (hangjáték, 1973)
- Hová megyünk? (hangjáték, 1973; németül az NDK-rádióban, 1975)
- Körön kívül (hangjáték, 1976)
- Felépítjük Bábel tornyát (novellák, 1976)
- Megmérettél - 1976 (hangjáték, 1976)
- Vaspólya (szociográfia, 1979)
- Asszonyok esti vágyakkal és refrénekkel (hangjáték, ősbemutató németül a bécsi rádióban, 1980-ban)